# Нестайко, Всеволод Зиновьевич
Все́волод Зино́вьевич Нестайко (укр. Всеволод Зіновійович Нестайко; 30 января 1930, Бердичев (сейчас Бердичевский район, Житомирская область), УССР, СССР — 16 августа 2014, Киев, Украина) — советский и украинский детский писатель, классик современной украинской детской литературы.
Лауреат многих литературных премий, кавалер ордена князя Ярослава Мудрого V степени.

## Семья
Зиновий Денисович Нестайко, отец Всеволода Нестайко, по одним данным родился в Чернелице, по другим — в Вене. Окончил гимназию в городе Бучаче. Во время Первой мировой войны вступил в ряды украинских сечевых стрельцов, воевал в составе Украинской Галицкой армии, попал в польский лагерь для пленных. Работал в Проскурове (сейчас Хмельницкий) на сахарном заводе. В 1933 году был арестован чекистами и погиб в концентрационном лагере.
Мать Нестайко преподавала русский язык и литературу. После смерти отца в 1933 году переехала с сыном к родственникам в Киев, где во время нацистской оккупации организовала маленькую подпольную школу.
Дед по отцовской линии, о. Денис Нестайко, — многолетний греко-католический декан и настоятель в городе Бучач (Тернопольская область), известный украинский общественный деятель Бучацкого уезда. Считался выдающимся церковным деятелем на Галичине. Дед умер в 1936 году. Писатель неоднократно находился в Бучаче и навещал его могилу, передал для Бучацкого районного краеведческого музея личные вещи родственников.
По словам самого Нестайко, от деда по материнской линии, Ивана Семёновича Довганюка, он унаследовал необычное чувство юмора.

## Биография
Родился Всеволод Зиновьевич 30 января 1930 года в Бердичеве.
В детстве вместе с соседом и сверстником Витасиком Дяченко Нестайко увлекался творчеством Николая Трублаини («Лахтак», «Шхуна „Колумб“»), Марка Твена («Приключения Тома Сойера», «Приключения Гекльберри Финна»), Джека Лондона, Жюля Верна, Антона Чехова и Бориса Житкова. Друзья мечтали стать капитанами далёкого плавания. Как оказалось, из-за особенностей зрения (дальтонизма) Нестайко не мог стать моряком, а сосед таки стал капитаном.
Мать Нестайко считала, что он «должен знать язык своего отца», поэтому отдала сына в украинскую школу. По окончании Всеволодом Зиновьевичем четвёртого класса, когда ему было одиннадцать лет, началась Великая Отечественная война. В силу обстоятельств террора и войны не учился в пятом и девятом классах. Курс пятого класса ему преподала мать. После освобождения Киева будущий писатель сразу пошёл в шестой класс. Курс девятого класса прошёл самостоятельно за два месяца. Закончив восьмой класс экстерном, перешёл в десятый класс. Нестайко закончил десятилетнюю общую среднюю школу с одной четвёркой (по физике) в табеле, с серебряной медалью.

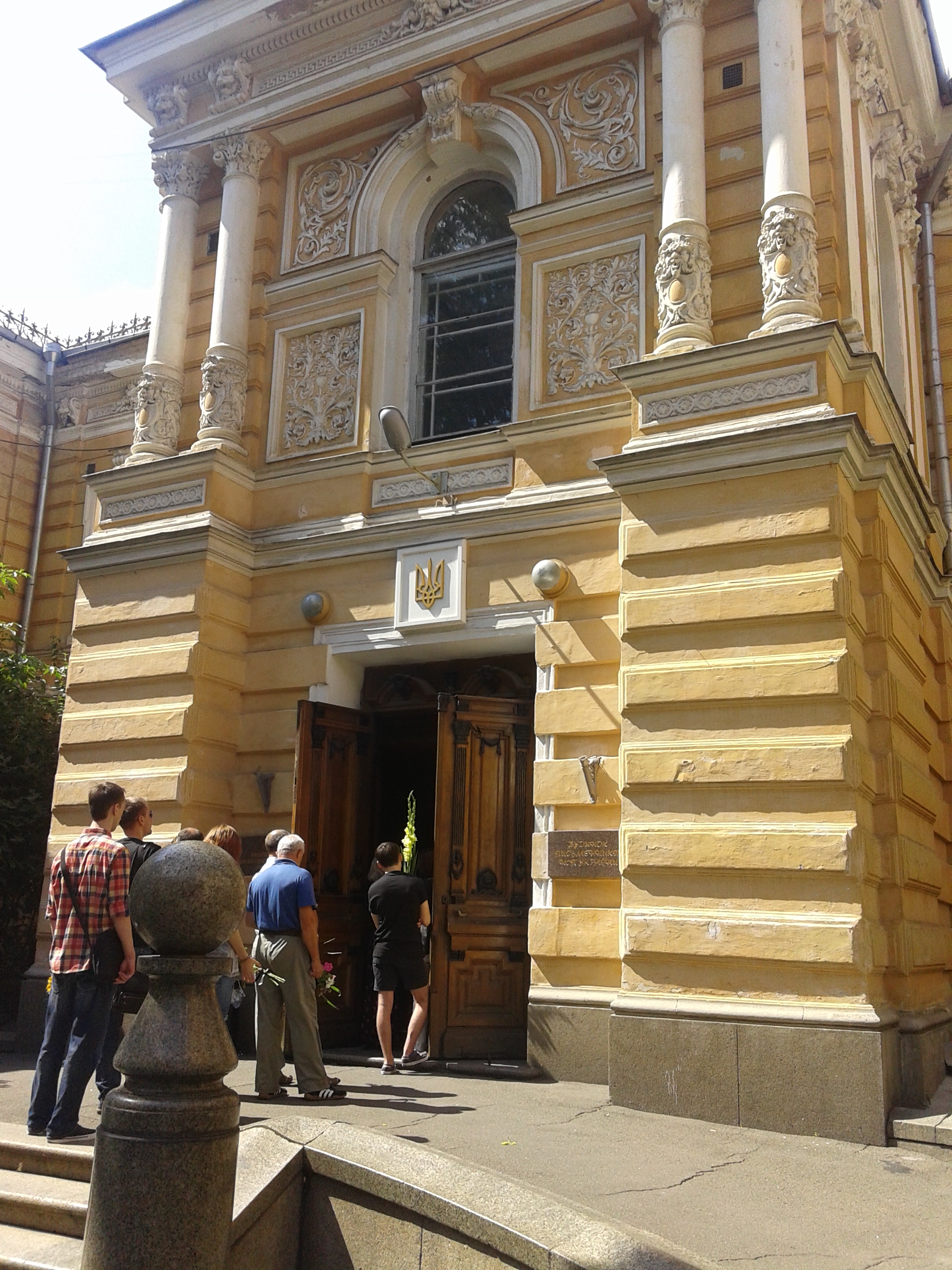
Прощание с Всеволодом Нестайко. Дом писателей Украины, август 2014 года

Из-за болезни Всеволода они с матерью не смогли выехать с оккупированной территории. На всю оставшуюся жизнь запомнил Всеволод Нестайко ужасы войны и оккупации. Так, однажды, он стал свидетелем того, как в Киеве по улице Жадановского немцы гнали евреев, среди которых было много детей, на расстрел.
Окончив школу, в 1947 году поступил на славянское отделение филологического института Киевского государственного университета имени Т. Г. Шевченко и окончил обучение в 1952 году. В 1948 году работал статистом в Киевском театре русской драмы. Будучи ещё студентом, работал в редакции журнала «Дніпро» (Днепр). Затем пять лет был литредактором-корректором в «Барвинке», где с ним трудилась приёмная дочь Остапа Вишни. Потом была работа в издательстве «Молодь». С 1956 по 1987 года был заведующим редакцией в издательстве «Веселка».
В это время вступает в КПСС, членом которой являлся 13 лет. Заявление о выходе из партии написал в один день с Олесем Гончаром.
Всеволод Нестайко был знаком со многими известными советскими писателями, в частности, с Валентином Бычко, Григором Тютюнником, Линой Костенко.
В 1958 году Всеволод Нестайко стал членом Союза писателей УССР. Рекомендацию дали Дмитрий Васильевич Ткач, Оксана Дмитриевна Иваненко и Александр Иванович Копыленко.
Вёл программу на Национальном радио Украины «Радіобайка Всеволода Нестайка» (рус. «Радиобасня Всеволода Нестайко»).
Скончался на 85-м году жизни 16 августа 2014 года в Киеве, где он жил и работал последние годы. Похоронен 19 августа на Байковом кладбище.

## Литературная деятельность
Первый рассказ Нестайко написал в восьмилетнем возрасте. В рассказе шла речь об отважном охотнике, который охотился на бенгальского тигра в Африке. У охотника «ноги были волосатые, как у всех мужчин». Мать писателя этот рассказ очень развеселил.

А когда я стал по-настоящему взрослым, мне ужасно захотелось вернуться назад в детство — ещё доиграть, досмеяться, дошалить… Выход был один — стать детским писателем. Так я и сделал. И, помня своё невесёлое детство, я пытался писать как можно веселее.
Оригинальный текст (укр.)А коли я став по-справжньому дорослим, мені страшенно захотілося повернутись назад у дитинство — догратися, досміятися, добешкетувати… Вихід був один — стати дитячим письменником. Так я й зробив. І, пам’ятаючи своє невеселе дитинство, я намагався писати якомога веселіше.

За пятьдесят лет творчества В. Нестайко издал около сорока книг, рассказов, сказок, повестей и пьес. Для его произведений характерно юмористическое обыгрывание имён и ситуаций.
По словам самого Нестайко, главную роль в становлении его как детского писателя сыграла Ирина Исаевна Шкаровская, которая работала завотделом в журнале «Барвинок». Первый рассказ для детей Всеволод Нестайко напечатал в журнале «Барвинок» в 24 года. Также в то же время печатался в «Пионерии».
Первая книжка «Шурка и Шурик» вышла в свет в 1956 году.
Первую сказку писателя «В Стране Солнечных Зайчиков» издали в 1959 году, книга сразу же стала очень популярной и была переведена на несколько языков мира (русский, белорусский, английский, литовский, латышский, эстонский и другие). О том, как родилась идея этой сказки, рассказывал детский писатель и приятель Всеволода Зиновьевича Анатолий Костецкий:

Одним солнечным утром перед пробуждением Всеволоду Нестайко приснилось, что на его носу сидит живой солнечный зайчик и золотой кисточкой рисует на его щеках веснушки. Писатель проснулся и почувствовал какую-то необычайную радость, и ему ужасно приспичило сразу же сесть за письменный стол и начать писать о тех щекочущих солнечных зайчиках.
Оригинальный текст (укр.)Одного сонячного ранку перед пробудженням Всеволоду Нестайку наснилося, що на його носі сидить живий сонячний зайчик і золотим пензликом малює на його щоках ластовиння. Письменник прокинувся і відчув якусь незвичайну радість, і йому страшенно закортіло відразу ж сісти за письмовий стіл і розпочати писати про тих лоскотливих сонячних зайчиків.

В своём творчестве Нестайко старался избегать политики. Несмотря на это, он написал два рассказа о Ленине. Но, после того, как узнал, что Ленин применял репрессии против священнослужителей, навсегда перестал упоминать его имя.
В 1964 году увидела свет первая редакция «Тореадоров из Васюковки». А в 1979 году трилогия «Тореадоры из Васюковки» Международным Советом по детской и юношеской литературе была внесена в Особый почётный список имени Андерсена как одно из наиболее выдающихся произведений мировой литературы для детей.
За повесть-сказку «Необыкновенные приключения в лесной школе» Всеволод Нестайко был удостоен в 1982 году премии имени Леси Украинки, за повесть-сказку «Незнакомка из Страны солнечных зайчиков» — имени Николая Трублаини, за сказку «Приключения ёжика Колька Колючки и его верного друга и одноклассника зайчика Коси Зайкина» — имени Александра Копыленко. На первом Всесоюзном конкурсе на лучшую книгу для детей за повесть в рассказах «Пятёрка с хвостиком» Нестайко был удостоен второй премии.
Произведения В. Нестайко переведены на двадцать языков мира, в том числе на русский, английский, немецкий, французский, испанский, арабский, бенгали, венгерский, румынский, болгарский, словацкий и другие.
По его повестям и рассказам поставлены фильмы «Единица с обманом», «Чудеса в Гарбузянах», короткометражная лента «Тореадоры из Васюковки».
В начале 2000 года напечатал в «Барвинке» повесть-сказку «Кузнецы счастья, или Новогодний детектив».
В 2004 году В. Нестайко вместе с поэтом и редактором Иваном Малковичем обработали и опубликовали новую авторскую редакцию книги «Тореадоры из Васюковки». Сочинение лишено некоторых идеологических наслоений прошлой эпохи, деталей, непонятных современному и, тем более, будущему читателю. Появились и новые эпизоды.
1. 1956 — сборник рассказов «Шурка и Шурик» (укр. «Шурка і Шурко»);
2. 1957 — сборник рассказов «Это было в Киеве» (укр. «Це було в Києві»);
3. 1959 — повесть-сказка «В Стране солнечных зайчиков» (укр. «В Країні сонячних зайчиків»)[1];
4. 1960 — «Спутник Лира-3» (укр. «Супутник Ліра-3»);
5. 1963 — «Космо-Натка»;
6. 1968 — пьеса «Марсианский жених» (укр. «Марсіанський жених»);
7. 1970 — пьеса «Робинзон Кукурузо» (укр. «Робінзон Кукурузо»);
8. 1972 — сказка «Приключения близнецов-козлят» (укр. «Пригоди близнят-козенят»);
9. 1973 — трилогия «Тореадоры из Васюковки» (укр. «Тореадори з Васюківки»):
  1. 1964 — повесть «Приключения Робинзона Кукурузо» (укр. «Пригоди Робінзона Кукурузо»);
  2. 1966 — «Незнакомец из тринадцатой квартиры» (укр. «Незнайомець з тринадцятої квартири»);
  3. 1970 — повесть «Тайна трёх неизвестных» (укр. «Таємниця трьох невідомих»);
10. 1975 — пьеса «Витька Магеллан» (укр. «Вітька Магеллан»);
11. 1975 — повесть-сказка «Алексей, Веселесик и Шутка-птица» (укр. «Олексій, Веселесик і Жарт-птиця»);
12. 1976 — повесть «Единица с обманом» (укр. «Одиниця з обманом»);
13. 1978 — повесть «Приключения Грицька Половинки» (укр. «Пригоди Грицька Половинки»);
14. 1979 — повесть «Приключения журавлика» (укр. «Пригоди журавлика»);
15. 1981 — повесть «Удивительные приключения в лесной школе» (укр. «Незвичайні пригоди у лісовій школі»);
16. 1982 — повесть-сказка «Загадка старого клоуна» (укр. «Загадка старого клоуна»);
17. 1983 — пьеса «Пересадка сердца» (укр. «Пересадка серця»);
18. 1984 — повесть «Чудеса в Гарбузянах»;
19. 1985 — повесть «Пятёрка с хвостиком» (укр. «П’ятірка з хвостиком»);
20. 1986 — повесть «Тайна Вити Зайчика» (укр. «Таємниця Віті Зайчика»);
21. 1987 — повесть «Сундучок с секретом или Тайны квартиры номер семь» (укр. «Скринька з секретом або Таємниці квартири номер сім»);
22. 1988 — «Незнакомка из Страны солнечных зайчиков» (укр. «Незнайомка з Країни сонячних зайчиків»);
23. 1989 — сборник пьес «Следствие идёт» (укр. «Слідство триває»);
24. 1990 — сборник детективов «Таинственный голос за спиной» (укр. «Таємничий голос за спиною»);
25. 1990 — «О комарике Зюзе» (укр. «Про комарика Зюзю»);
26. 1994 — трилогия «В Стране солнечных зайчиков» (укр. «В Країні сонячних зайчиків»):
  1. «В Стране солнечных зайчиков» (укр. «В Країні сонячних зайчиків»);
  2. «Незнакомка из Страны солнечных зайчиков» (укр. «Незнайомка з Країни сонячних зайчиків»);
  3. «В Стране лунных зайчиков» (укр. «В Країні місячних зайчиків»);
27. 1994 — повесть «Сказочные приключения Грайлика» (укр. «Казкові пригоди Грайлика»);
28. 1995 — повесть-сказка «Чорли» (укр. «Чорлі»);
29. 1995 — сборник «Невероятные детективы» (укр. «Неймовірні детективи»):
  1. 1992 — повесть «„Барабашка“ прячется под землёй» (укр. «„Барабашка“ ховається під землею»);
30. ~ 2003 — детективная сказка «Кузнецы Счастья, или Новогодний детектив» (укр. «Ковалі Щастя, або Новорічний детектив»)[6];
31. 2006 — повесть-сказка «Волшебные очки» (укр. «Чарівні окуляри»);
32. 2009 — повесть «Новейшие приключения Коси Вуханя и Колька Колючки» (укр. «Найновіші пригоди Косі Вуханя та Колька Колючки»);
33. 2010 — «Удивительные приключения необычной принцессы» (укр. «Дивовижні пригоди незвичайної принцеси»);
34. 2010 — сборник «Супер „Б“ с „фрикадельками“» укр. «Супер „Б“ з „фрикадельками“»):
  1. повесть «Единица с обманом» (укр. «Одиниця з обманом»);
  2. повесть «Пятёрка с хвостиком» (укр. «П’ятірка з хвостиком»);
  3. повесть «Супер „Б“ с „фрикадельками“» (укр. «Супер „Б“ з „фрикадельками“»).

## Признание и награды
Многие современные украинские писатели одобрительно отзываются о творчестве Всеволода Нестайко, считают его классиком и мастером слова.
Согласно социологическим опросам, которые провели в 1990—1992 годах Государственная библиотека для детей и Министерство культуры, произведения Всеволода Нестайко признаны лидерами читательского интереса. Творчество Нестайко вошло в золотой фонд детской литературы.

### Орден
- Указом президента Украины Виктора Ющенко № 53/2010 от 20 января писатель награждён Орденом князя Ярослава Мудрого V степени[17][18].

### Литературные премии
- Премия имени Леси Украинки (1982) — за повесть-сказку «Удивительные приключения в лесной школе»[2].
- Премия имени Николая Трублаини — за повесть-сказку «Незнакомка из Страны Солнечных Зайчиков»[2].
- Премии имени Александра Копыленко — за сказку «Приключения ёжика Колька Колючки и его верного друга и одноклассника зайчика Коси Вуханя»[2].
- Вторая Премия Первого Всесоюзного конкурса на лучшую книгу для детей — за повесть в рассказах «Пятёрка с хвостиком»[2].
- Медаль Макаренко[1].
- Международный совет по детской и юношеской литературе внёс трилогию «Тореадоры из Васюковки» в Особый почётный список Х. К. Андерсена как одно из величайших произведений современной детской литературы (1979)[2][13][6].
- Отличие «Золотой писатель Украины» (2012, вручил Юрий Логуш)[19].

### Международные награды фильмов, снятых по мотивам произведений В. Нестайко
- Гран-при Международного кинофестиваля в Мюнхене (1968), главная премия Международного кинофестиваля в Австрии[1] и главная премия Международного фестиваля в Алегзандрии (Австралия, 1969) — за телефильм «Тореадоры из Васюковки»[2].
- Премия Всесоюзного кинофестиваля в Киеве (1984) и специальный приз на кинофестивале в Габрово (Болгария, 1985) — за фильм «Единица „с обманом“»[2].

### На украинском языке
- Мельничук Б., Федечко М. Нестайко Всеволод Зіновійович: Тернопільський енциклопедичний словник / Яворський Г. та ін. — Тернопіль: Збруч, 2010. — Т. 4. — 413 с. — ISBN 978-966-528-318-8.
- Барановська Софія. Рід Нестайків: Бучач і Бучаччина. Історично-мемуарний збірник / Островерха М. та ін. — Нью-Йорк, Лондон, Париж, Сідней, Торонто: НТШ, Український архів, 1972. — Т. XXVII. — 944 с.
- Шипилявий Степан. Бучаччина в боротьбі за самостійну Українську державу: Бучач і Бучаччина. Історично-мемуарний збірник / Островерха М. та ін. — Нью-Йорк, Лондон, Париж, Сідней, Торонто: НТШ, Український архів, 1972. — Т. XXVII. — 944 с.
- Всеволод Нестайко: «Я все життя писав саме для дітей — писав з любов’ю, болем і тривогою» : біобібліогр. нарис / Автор-уклад. Н.О. Гажаман; вст. стаття Н. П. Марченко. — Киев: Держ. закл. «Нац. б-ка України для дітей», 2010. — 96 с. — (Серія «Дитячі письменники України». Вип. 2).

### На английском языке
- International Board on Books for Young People. 1979, International Year of the Child: Special Hans Christian Andersen Honor List 1979 ; a Selection of Outstanding Children's Books from 19 Countries. — Stougaard Jensen, 1979. — 44 с.